# Chris Wilder
Christopher John "Chris" Wilder (Stocksbridge, 23 de setembro de 1967) é um ex-futebolista e treinador de futebol inglês que jogava como lateral-direito. Atualmente comanda o Sheffield United.

## Carreira de jogador
Depois de defender o Southampton nas categorias de base e ser dispensado antes de ser promovido ao elenco principal, Wilder iniciou a carreira profissional em 1986, no Sheffield United. Atuando como zagueiro, levou um cartão vermelho após uma entrada violenta em Jimmy Carter, do Millwall, em uma temporada que viu os Blades caírem para a terceira divisão inglesa. Ajudou o Sheffield a obter 2 promoções seguidas nas temporadas 1988–89 (terceira pra a segunda divisão) e 1989–90 (segunda para a primeira divisão) - nos 2 últimos anos em que ficou vinculado ao clube, Wilder teve passagens por  Walsall, Charlton Athletic e Leyton Orient, todas por empréstimo. Ele ainda voltaria a defender os Blades entre 1997 e 1999.
Após deixar o Sheffield em 1992, defendeu Rotherham United, Notts County, Bradford City, Northampton Town, Lincoln City, Brighton & Hove Albion e Halifax Town, onde se aposentou em 2001.

## Carreira como treinador
Pouco depois da aposentadoria como jogador, Wilder estreou como técnico no Alfreton Town, onde ficou por uma temporada. Em 2002, voltou ao Halifax Town, comandando o time em 312 jogos até 2008, quando o Halifax foi dissolvido por problemas financeiros.
Passou ainda por Oxford United e Northampton Town até maio de  2016, ano em que voltou ao Sheffield United, substituindo Nigel Adkins. Após um começo irregular (os Blades chegaram a perder os 4 primeiros jogos na League One de 2016–17) , Wilder levou o Sheffield ao título da terceira divisão inglesa e bateu o recorde de pontos da história da equipe (100)., e ainda conseguiu o acesso à Premier League da temporada 2019–20 (como vice-campeão), 12 anos depois da última participação, recebendo o prêmio de Treinador do Ano da League Managers Association e renovando seu contrato com o Sheffield por mais 3 anos, ampliando o vínculo por mais 4 em janeiro de 2020 A passagem de Wilder nos Blades encerrou-se em março de 2021, tendo conquistado apenas 14 pontos em 28 jogos da edição 2020–21 da Premier League, que terminou com o rebaixamento do time
Em novembro de 2021, foi anunciado como novo técnico do Middlesbrough, onde chegou a vencer 4 dos primeiros 5 jogos e permanecer 1 mês invicto. Deixou o Boro em outubro de 2022, após vencer somente 2 das primeiras 11 partidas do clube na segunda divisão inglesa.

## Títulos

### Como jogador (individual)
- Time do ano da PFA: 1995–96 (segunda divisão)[21]

### Como treinador
Alfreton Town
- Primeira Divisão da Northern Counties East Football League: 2001–02[23]
- Northern Counties East Football League League Cup: 2001–02[23]
- Northern Counties East Football League President's Cup: 2001–02[23]
- Derbyshire Senior Cup] 2001–02[23]

Halifax Town
- West Riding County Cup: 2003–04[24]

Northampton Town
- League Two: 2015–16[25]

Sheffield United
- League One: 2016–17[25][26]

### Individuais
- Treinador da temporada da The Football League / EFL: 2015–16,[27] 2018–19[28]
- Treinador do ano da League Two pela League Managers Association: 2015–16[29]
- Treinador do ano da League One pela League Managers Association: 2016–17[29]
- LMA Special Achievement Award: 2016–17[30]
- Treinador do ano da Championship pela League Managers Association: 2018–19
- Treinador do ano da League Managers Association: 2018–19